# St. Jakobus der Ältere (Unternefsried)

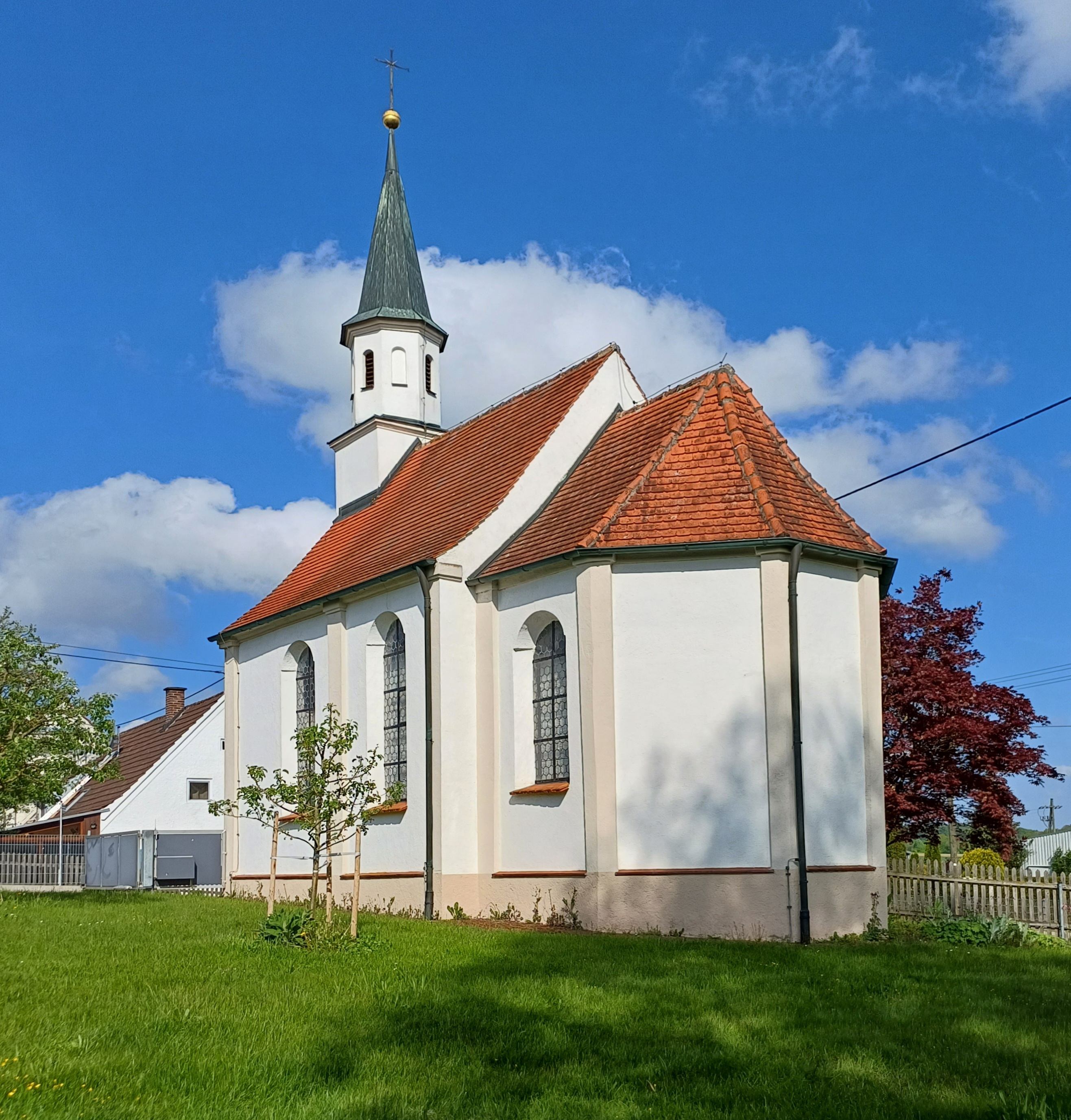
St. Jakobus der Ältere in Unternefsried

Die römisch-katholische Kapelle St. Jakobus der Ältere steht in Unternefsried, einem Gemeindeteil von Kutzenhausen im schwäbischen Landkreis Augsburg von Bayern. Das Bauwerk ist in der Liste der Baudenkmäler in Kutzenhausen als Baudenkmal unter der Nr. D-7-72-167-22 eingetragen. Die Kapelle trägt das Patrozinium von Jakobus dem Älteren.

## Beschreibung
Die um 1725 errichtete und Mitte des 18. Jahrhunderts veränderte Saalkirche besteht aus einem Langhaus und einem eingezogenen, dreiseitig geschlossenen Chor im Osten, die beide mit Pilastern gegliedert sind. Aus dem Satteldach des Langhauses erhebt sich im Westen ein quadratischer Dachreiter, dessen achteckiges Obergeschoss den Glockenstuhl beherbergt, und der mit einem spitzen Helm bedeckt ist. Der mit Pilastern gegliederte Innenraum des Langhauses ist mit einer Flachdecke überspannt, der des Chors mit einem Stichkappengewölbe. Auf dem Fresko im Langhaus ist Jakobus in der Schlacht von Clavijo dargestellt, auf dem im Chor die Überführung seiner Gebeine nach Santiago de Compostela.